# 衝動 (B'zの曲)
「衝動」（しょうどう）は、B'zの楽曲。2006年1月25日にVERMILLION RECORDSから40作目のシングルとして発売された。

## 概要
B'zとしては「Everlasting」以来4曲目の『名探偵コナン』とのタイアップ。
本作には、『名探偵コナン』の原作者である青山剛昌描き下ろしのイラストカードが付属している。このカードには、B'zの2人と『名探偵コナン』の主人公・江戸川コナンが描かれている。
B'zのCDが1月に発売されるのは、18年目にして初めてのことだった。また、B'zとしては漢字のみのシングル表題曲は本作が初であり、全収録曲が漢字のみのシングルは本作のみである。
本作のミックスとマスタリングにはジェイ・バウムガードナー、テッド・ジェンセンが携わっている。

## チャート記録
オリコンチャートでは初登場で首位を獲得。これでシングルのTOP10連続登場年数が17年となり、SMAP、TUBEの16年連続を上回り、当時単独1位となった。

## 収録曲
| 全作詞: 稲葉浩志、全作曲: 松本孝弘、全編曲: 松本孝弘・稲葉浩志・徳永暁人。 |           |          |            |      |
| #                                                                          | タイトル  | 作詞     | 作曲・編曲 | 時間 |
| 1.                                                                         | 「衝動」  | 稲葉浩志 | 松本孝弘   | 3:13 |
| 2.                                                                         | 「結晶」  | 稲葉浩志 | 松本孝弘   | 4:06 |
| 合計時間:                                                                  | 合計時間: | 7:19     |            |      |

## 楽曲解説
1. 衝動
  - 演奏時間が3分14秒（曲終了後、空白があるので表記上は3分17秒）と、B'zのシングル史上最も演奏時間が短い曲[注 4]。メンバー曰く「大人なロック、無駄なことは極力しない」とコメントしている。
  - MVは、書道家の武田双雲が衝動の文字を書くという駄洒落になっている[8][9]。
  - 15thアルバム『MONSTER』には別バージョンが収録され、コンピレーション・アルバム『世界最速J-POPトランス』にもトランス風にリミックスされた音源が収録された。
  - 音楽番組での披露は『音楽戦士 MUSIC FIGHTER』[10]と『ミュージックステーションスーパーライブ』[11]のみである。
2. 結晶
  - ドラムは全編打ち込みとなっている。Bメロ部分は、ややファルセット気味で歌唱している[9]。
  - 2nd beatかつストックでありながら、日本テレビ系土曜ドラマ『喰いタン』主題歌に起用された。B'zが日本テレビ系列のドラマ主題歌を手掛けるのは「RING」以来、約5年4か月ぶりとなる。
  - 同系列番組『歌笑HOTヒット10』で披露された[10]。B'zのライブでは、2021年に行われた『B'z presents LIVE FRIENDS』のアンコールで、リリースから約15年越しに初演奏された[12][13][14][15]。

## タイアップ
- 読売テレビ・日本テレビ系アニメ『名探偵コナン』放送10周年記念主題歌（オープニングテーマ）（2006年1月9日 - 2006年5月8日）（#1）
- 日本テレビ系土曜ドラマ『喰いタン』主題歌（#2）

## 参加ミュージシャン
- 松本孝弘:ギター、全曲作曲・編曲
- 稲葉浩志:ボーカル、全曲作詞・編曲
- 徳永暁人:ベース、全曲編曲
- シェーン・ガラース:ドラム（#1）

## 収録アルバム
衝動
- MONSTER（MONSTER MiX）
- B'z The Best "ULTRA Pleasure"
- THE BEST OF DETECTIVE CONAN 3 〜名探偵コナン テーマ曲集3〜
- B'z The Best XXV 1999-2012

## ライブ映像作品
衝動
- B'z LIVE-GYM 2006 "MONSTER'S GARAGE"
- B'z LIVE in なんば
- B'z LIVE in なんば 2006 & B'z SHOWCASE 2007 -19- at Zepp Tokyo
- EPIC DAY (特典DVD)
- B'z COMPLETE SINGLE BOX（特典DVD）
- DINOSAUR（特典DVD・Blu-ray Disc）
- B'z SHOWCASE 2020 -5 ERAS 8820- Day1〜5

結晶
- B'z presents LIVE FRIENDS